# Vals Col
Der Vals Col ist ein Bergsattel im Osten der Adelaide-Insel westlich der Antarktischen Halbinsel. Im Süden der Wright-Halbinsel liegt nördlich des Ryder Buttress und westlich des Reptile Ridge.
Das UK Antarctic Place-Names Committee benannte ihn 2004. Namensgeber ist der französische Skiort Val-d’Isère. Hintergrund der Benennung ist, dass die Umgebung des Bergsattels von Wissenschaftlern der Rothera-Station als Skigebiet genutzt wird.